# Åtterås
Åtterås är en by, sedan 2015 klassad som en småort, i Villstads distrikt (Villstads socken) i Gislaveds kommun, Jönköpings län (Småland). Byn ligger nära vägskälet där Länsväg 574 mot Broaryd utgår från Länsväg 576 mellan Burseryd och Smålandsstenar, cirka fyra kilometer västerut från tätorten Smålandsstenar.